# Folignano
Folignano este o comună din provincia Ascoli Piceno, regiunea Marche, Italia, cu o populație de 9490 locuitori și o suprafață de 14,86 km².

## Demografie
Folignano - evoluția demografică

|  | Graficele sunt indisponibile din cauza unor probleme tehnice. Mai multe informații se găsesc la Phabricator și la wiki-ul MediaWiki. |

Date: Recensăminte sau birourile de statistică - grafică realizată de Wikipedia